# Laurent Jalabert
Laurent Jalabert (* 30. listopadu 1968 Mazamet) je bývalý francouzský cyklista, který profesionálně závodil mezi lety 1989 a 2002.

## Sportovní kariéra
K jeho největším úspěchům patří vítězství v závodě Vuelta a España v roce 1995. V letech 1995–1997 třikrát vyhrál závod Paříž–Nice.